# Concoret
Concoret (in bretone: Konkored) è un comune francese di 780 abitanti situato nel dipartimento del Morbihan nella regione della Bretagna.
Gli abitanti si chiamano Concoretois e Concoretoises.

## Società

### Evoluzione demografica
Abitanti censiti